# Moran Canyon
Der Moran Canyon ist eine Schlucht im Grand-Teton-Nationalpark im Westen des US-Bundesstaates Wyoming. Der Canyon befindet sich in der nördlichen Teton Range und ist von Jackson Hole aus sichtbar. Die Schlucht wurde durch Gletscher gebildet, die sich am Ende des letzteiszeitlichen Maximums vor etwa 15.000 Jahren zurückzogen und ein Trogtal hinterließen. Der Moran Canyon verläuft von West nach Ost und wird von einer Reihe hoher Berggipfel umschlossen. Südlich des Canyons liegen Mount Moran, Thor Peak und Cleaver Peak, im Norden Bivouac Peak, Traverse Peak und Raynolds Peak und im Westen Dry Ridge Mountain, Green Lakes Mountain, Peak 10484 und Window Peak. Das untere Ende des Canyons endet an der Moran Bay auf der Südwestseite des Jackson Lake. Durch den Canyon fließt der Moran Creek.

## Belege
1. ↑  Naturalatlas: Moran Canyon. Abgerufen am 30. Januar 2021 (englisch).
2. ↑  Geonames: Moran Canyon. Abgerufen am 30. Januar 2021.